# Desulfotomaculum arcticum
Desulfotomaculum arcticum è una specie di batterio appartenente alla famiglia delle Peptococcaceae.